# 앨릭스 베르두고
알렉산더 브레이디 베르두고(Alexander Brady Verdugo, 1996년 5월 15일 ~ )는 미국의 멕시코계 야구 선수로, 메이저 리그에 소속되어 있는 뉴욕 양키스의 외야수이다.